# Lena Wallin
Kerstin Lena Anita Wallin (senare Wallin Söderberg), född 18 maj 1958 i Slottsstaden, är en svensk före detta friidrottare (längdhoppare). Hon tävlade för Malmö AI. Hon utsågs år 1982 till Stor grabb/tjej nummer 330.